# Arthur Golding
Arthur Golding (1536 — 1605) foi um tradutor inglês da época isabelina.
Possivelmente nasceu em Londres. Em 1549 estava a serviço de Edward Seymour, primeiro Duque de Somerset, mais tarde Lord Protector. Parece que viveu durante algum tempo na casa de William Cecil, Lord Burghley, em The Strand, com seu sobrinho, o poeta e popular "candidato" a "Shakespeare", Edward de Vere, décimo sétimo Conde de Oxford.